# University of Madras
Die University of Madras ist eine staatliche Universität in Chennai (Madras) im indischen Bundesstaat Tamil Nadu. Zusammen mit der University of Mumbai und der University of Calcutta gehört sie zu den ältesten und renommiertesten Universitäten auf dem indischen Subkontinent. Die Hochschule ist auf vier Standorte in Chennai verteilt: Chepauk, Marina, Guindy und Taramani.
Vizekrektor ist P. Duraisamy.

## Geschichte

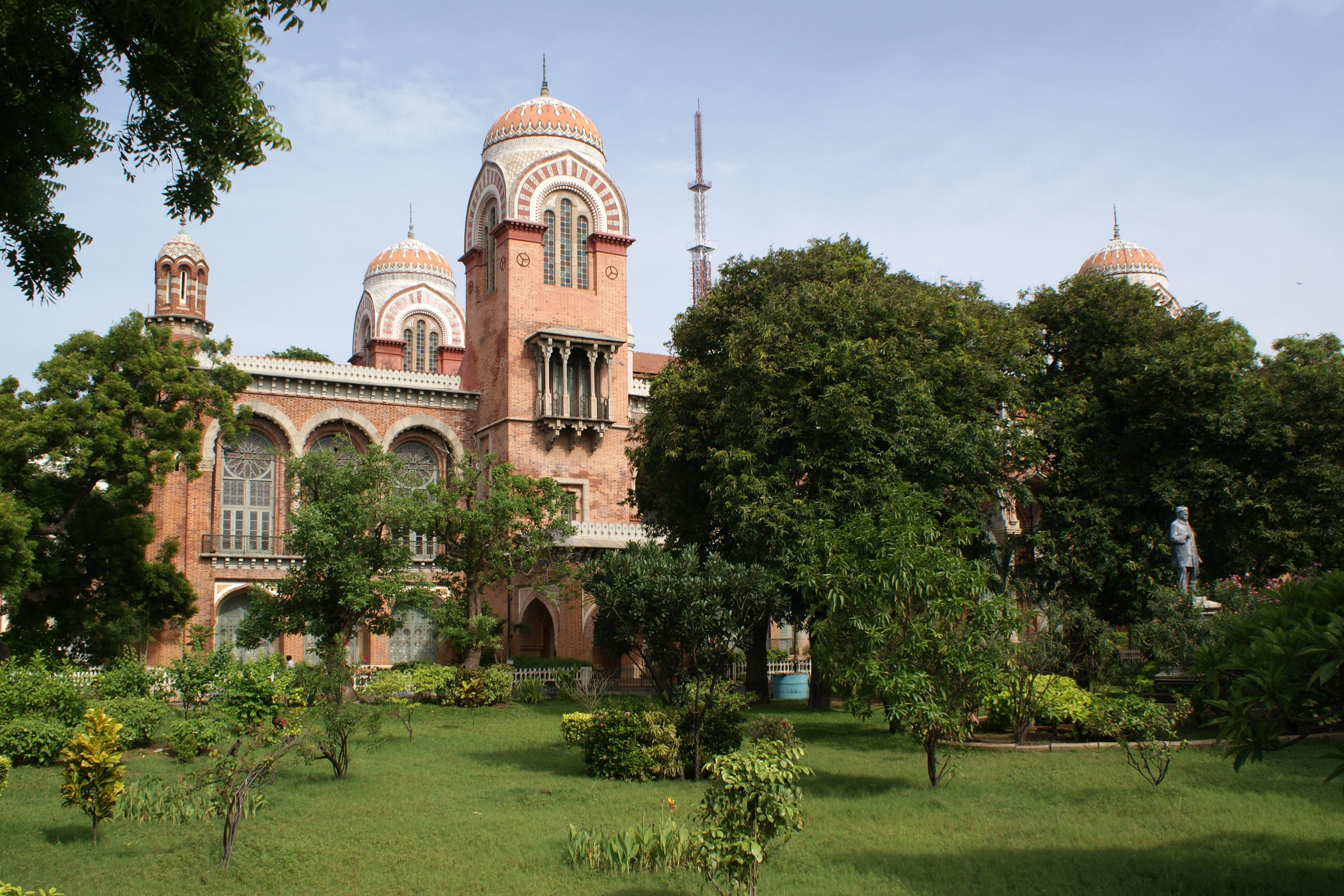
Senatsgebäude

Die Universität wurde 1857 nach dem Vorbild der University of London gegründet. Ihre Keimzelle war das 1840 gegründete Presidency College. Im Jahr 2004 wurden alle ingenieurwissenschaftlichen Bereiche auf die Anna University übertragen.

## Fakultäten und Einrichtungen
Neben den Fachrichtungen an der Hochschule sind 43 Forschungseinrichtungen verbunden. Außerdem sind zahlreiche Lehreinrichtungen an die Universität gebunden.

### Angeschlossene Lehreinrichtungen

#### Constituent Colleges
Unabhängige Colleges der Künste und Wissenschaften:
- Bharathi Women’s College
- Presidency college
- Queen Mary’s college

Nicht unabhängige Colleges der Künste und Wissenschaften:
- Dr.Ambedkar Government Arts College
- Government Arts College
- Government College of Arts and Crafts
- Government college of Architecture and Sculpture
- Loganatha Narayanasamy Government Arts College
- Quaid-e-Millath Government College for women
- Rajeswari Vedachalam Government Arts College
- Sri Subramaniaswami Government Arts College
- Sri Sankara Arts and Science College, Enathur, Kanchipuram

#### Aided Colleges
Spezialisierte Einrichtungen:
- Defense Service Staff College
- Forensic Science Department
- King Institute of Preventive Medicine
- Tamilnadu Institute of Labour Studies

Unabhängige Colleges der Künste und Wissenschaften:
- Ethiraj College for Women
- Loyola College
- Madras Christian College
- Meenakshi College for Women
- Stella Maris College
- Women’s Christian College (WCC)
- Vivekananda College
- Justice Basheer Ahmed Sayeed College for Women (JBAS)

Nicht unabhängige Colleges der Künste und Wissenschaften:
- MGR Janaki College of Arts and Science for Women
- A.M. Jain College
- Chellammal Women’s College
- C. Kandaswami Naidu College for Men
- D.G. Vaishnav College
- Dharmamurthi Rao Bahadur Calavala Cunnan Chetty's Hindu College
- Dhanraj Bain Jain College
- Guru Nanak College
- Anna Adarsh College for Women
- Justice Basheer Ahmed Sayeed College for Women
- Madras School of Social Work
- Pachaiyappa’s College
- Pachaiyappa’s College for Men
- Pachaiyappa’s College for Women
- Quaid-e-Milleth College
- St.Louis College for the Deaf
- Sir Theagaraya College
- SIVET College
- Shrimathi Devkunvar Nanalal Bhatt Vaishnav College for Women
- The New College

## Berühmte Absolventen
- Subrahmanyan Chandrasekhar (1910–1995), Nobelpreis Physik 1983
- A. P. J. Abdul Kalam (1931–2015), indischer Präsident
- C. V. Raman (1888–1970), Nobelpreis Physik 1930
- Arumugamangalam Venkatachalam Ganesan (* 1935), Mitglied des Appellate Body der WTO
- P. Chandrasekhara Rao, (1936–2018), Präsident des Internationalen Seegerichtshofs
- Raj Reddy (* 1937), Turing Award 1994
- Shiva Rajkumar, Schauspieler (Kannada-Filmindustrie) und Fernsehmoderator (* 1963)